# Michele Desubleo
Michele Desubleo, nom italianitzat de Michel De Sobleau o Michel Desoubleay (Maubeuge, 1601 - Parma, 1676) va ser un pintor flamenc instal·lat des de molt jove a Itàlia, on va arribar acompanyant el seu germanastre Nicolas Régnier. També és conegut com a Michele Fiammingo.

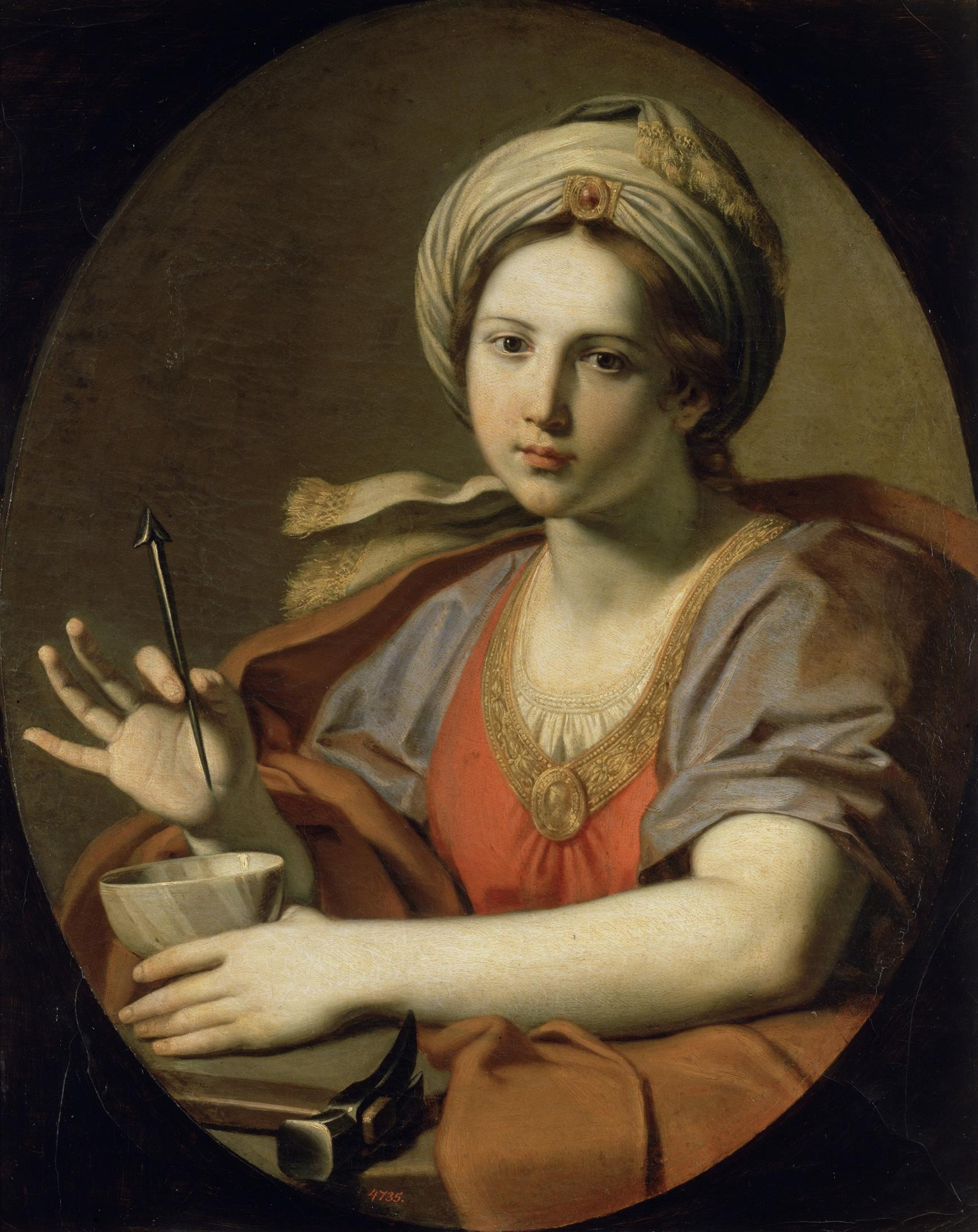
Yael

Es va formar al seu país al costat del pintor Abraham Janssens. Va arribar a Roma molt jove (doc. 1621-1625) i va contactar amb la colònia de caravaggistes nòrdics que allà residien. Poc després es va traslladar a Bolonya, on es va establir. En aquesta ciutat va deixar obres que representen una eficaç fusió entre les seves arrels nòrdiques i els ensenyaments de Guido Reni. La seva especialitat van ser els quadres al·legòrics i mitològics, que van tenir un públic culte i d'elevat rang.
A principis de la dècada de 1650 està documentada una estada de Michele Desubleo a Mòdena, on ha deixat algunes obres (Somni de Sant Josep). Cap a 1654 Desubleo va marxar a Venècia, on es va convertir en una espècie d'ambaixador de l'estil de Reni, que en la Serenísima encara era bastant desconegut. Després d'una breu estada a Milà, va concloure la seva carrera a Parma (doc. 1666), ciutat on va morir.